# Ardisia huallagae
Ardisia huallagae är en viveväxtart som beskrevs av Carl Christian Mez. Ardisia huallagae ingår i släktet Ardisia och familjen viveväxter. Inga underarter finns listade i Catalogue of Life.